# カルミニャーノ (ワイン)

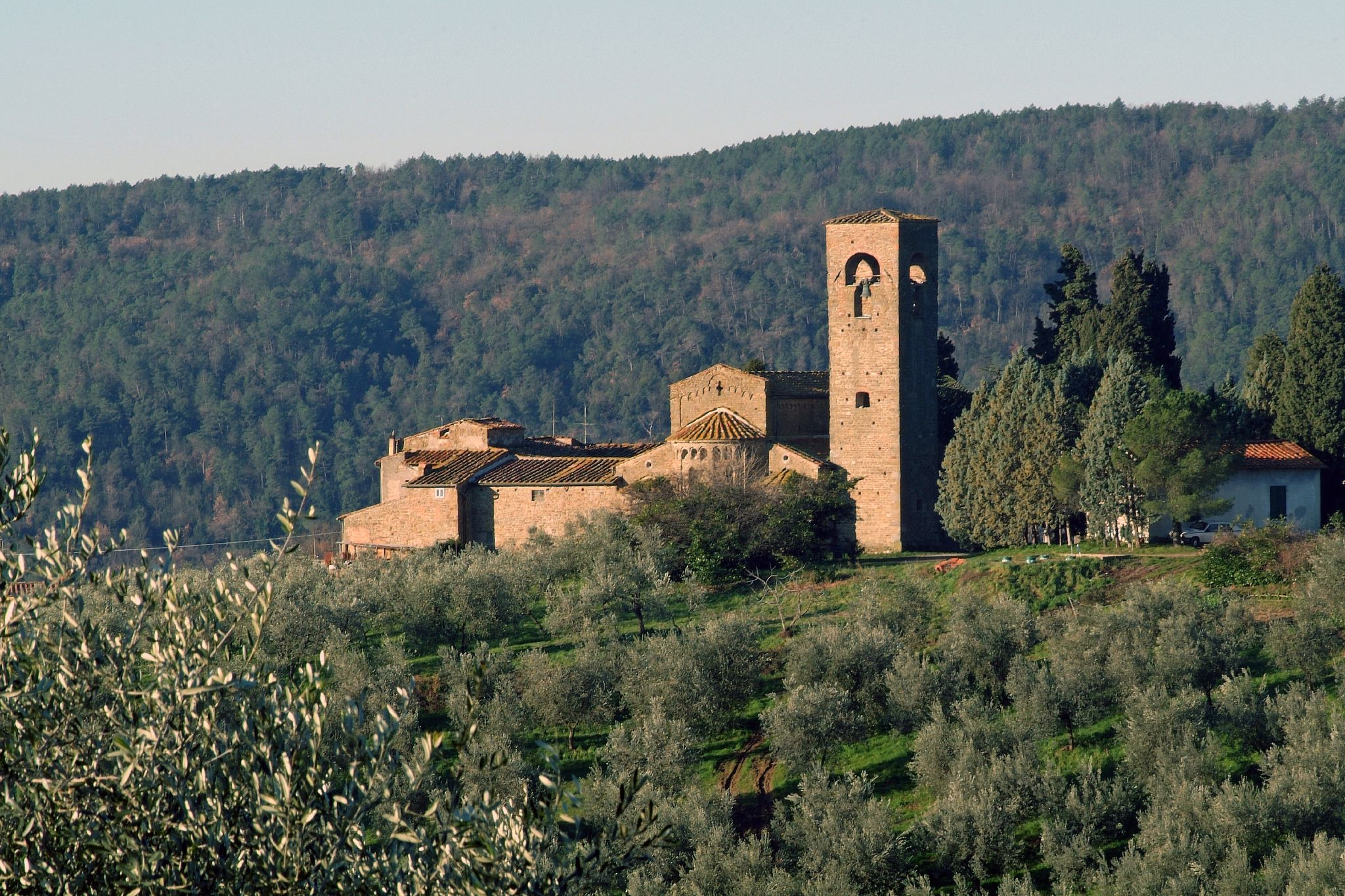
トスカーナ州カルミニャーノの風景

カルミニャーノ (伊: Carmignano) はイタリアのトスカーナ州のカルミニャーノを中心とするワイン生産地域であり、フィレンツェの北西約16キロメートルに位置する。カルミニャーノのワインの品質は中世の時代より名高く、トスカーナ大公コジモ3世・デ・メディチによってトスカーナの優れたワイン生産地域として認められ、1716年に特別な法的保護を与えられた。カルミニャーノではサンジョヴェーゼにカベルネ・ソーヴィニヨンをブレンドする伝統があり、20世紀後半以降人気となったいわゆる「スーパータスカン」よりもはるかに長い歴史がある。この地域は1975年に統制原産地呼称 (D.O.C.) の認定を受け（1969年のヴィンテージ表記まで遡及して適用）、1990年に保証付き統制原産地呼称 (D.O.C.G.) の認定地域に昇格した（1988年のヴィンテージ表記まで遡及して適用）。2017年時点のカルミニャーノ DOCGのブドウ畑の栽培面積は約120ヘクタールで、D.O.C.G.認定ワインの年間生産量は3,000ヘクトリットルほどである。

## 歴史

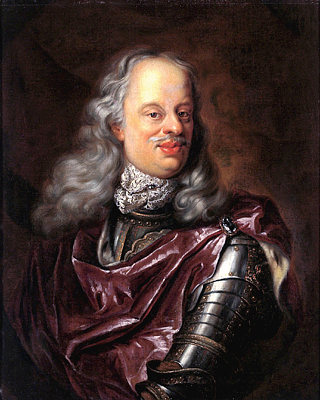
1716年にトスカーナ大公コジモ3世・デ・メディチ（肖像画）が出した大公令により、カルミニャーノのワインは法的に認定された。

カルミニャーノの一帯では、古代ローマ時代からワインが生産されていた。 中世のあいだに同地域はワインの質の高さで広く評判になっており、それ以降の当地の支配者であったメディチ家は、このことを誇りにしていた。
カルミニャーノ・ワイン協会の説明によると、ブレンドにおけるカベルネ・ソーヴィニヨンの存在は16世紀から確認されており、16世紀にフランス王妃となったカテリーナ・デ・メディチ（カトリーヌ・ド・メディシス）の要望でブドウ樹が移植されたのが最初だという。この品種に対して、いまだに古くからのブドウ栽培者のあいだで「フランスのブドウ」を意味するウーヴァ・フランチェスカ (uva francesca) という別名を好んで使用するのは、その証左とされている。

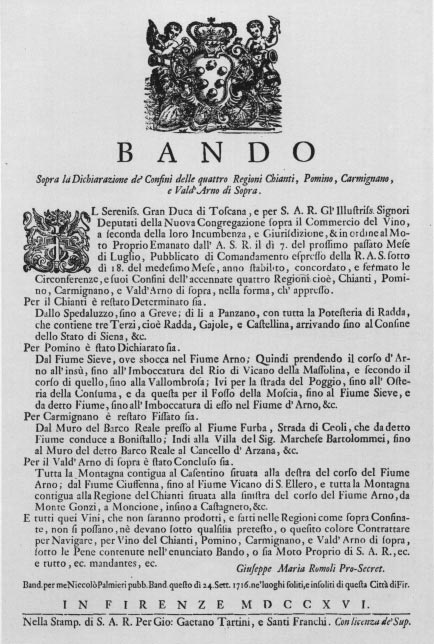
キャンティ、ポミーノ、カルミニャーノ、ヴァルダルノ・ディ・ソープラの4つの認定地域を定めた1716年の文書

1716年にトスカーナ大公コジモ3世・デ・メディチは大公令を発し、トスカーナで最も優れたワインを生産する4つの地域を定めた。カルミニャーノはこのうちのひとつであり、他の地域のワインに「カルミニャーノ」の名称を使用することを禁ずるという法的保護を受けた。イギリスのアン女王が定期的にカルミニャーノのワインの出荷を要請していたことで、その名声はさらに高まっていった。同様に18世紀および19世紀においても、このワインは植物学者のコジモ・ヴィッリフランキの著作 (1773年) や農学者コジモ・リドルフィの著作 (1831年) で賞賛されている。ヴィッリフランキの著作『トスカーナのワイン醸造』 (Oenologica toscana) では、カルミニャーノはサンジョヴェーゼを主体にした最も有名かつ歴史の長いワインのひとつであり、陰干ししたカナイオーロ・ネロ、アレアティコ、モスカデッロを加えて作ると記されている。
1932年、D.O.C.の前身となる制度を策定する際に、ダルマッソ委員会はキャンティの下位区分地区であるキャンティ・モンタルバーノにカルミニャーノを正式に組み込んだ。その理由として、両地域が近接し、標高や年間の気温が似通っていたことが挙げられる。しかしながら、サンジョヴェーゼとのブレンドにカベルネ・ソーヴィニヨンを入れるという伝統も含めて、カルミニャーノ産のワインはキャンティのものとは著しく異なっていた。この慣行はメディチ家支配の時代にまで遡るとする説もある（のちにフィロキセラ禍によってそれ以前のブドウ樹は消滅してしまった）が、より一般的になったのは20世紀になってからであった。ボルドーのシャトー・ラフィット・ロートシルトからカベルネ・ソーヴィニヨンの挿木が輸入され、1975年にはカルミニャーノはブレンドにカベルネ・ソーヴィニヨンを使用することが公式に認められた初のD.O.C.となった。20世紀後半に誕生した、サンジョヴェーゼとカベルネをブレンドする初期の「スーパータスカン」は、低い等級にあたるヴィーノ・ダ・ターヴォラ（テーブルワイン）に分類せざるをえなかったのに対し、カルミニャーノはD.O.C.（のちにD.O.C.G.）認定ワインとして完全な法的認可のもとで生産することができた。

## D.O.C.およびD.O.C.G.の規定
1975年にカルミニャーノ DOC (Carmignano DOC) が認可されたのち、1983年にロザート（ロゼワイン）とヴィン・サント（ストローワイン）が同D.O.C.に加わった。1990年に赤ワインの上位等級にあたるカルミニャーノ DOCG (Carmignano DOCG) が設けられたのを受け、1994年にカルミニャーノ DOCはバルコ・レアーレ・ディ・カルミニャーノ DOC (Barco Reale di Carmignano DOC) へと改称した。さらに同D.O.C.からは2013年にヴィン・サント部門が分離し、ヴィン・サント・ディ・カルミニャーノ DOC (Vin Santo di Carmignano DOC) となった。

### カルミニャーノ DOCG
現行のD.O.C.G.の規定では、ブレンドの50%以上はサンジョヴェーゼが占めていなければならず、カベルネ・ソーヴィニヨンおよびカベルネ・フランは合わせて10%–20%使用することが認められている。カナイオーロ・ネロの使用は最大20%まで認められている。トレッビアーノやマルヴァジーア、カナイオーロ・ビアンコといった白ブドウ品種もいまだに最大10%まで使用が認められているが、ワインの質にこだわる生産者が使用することはまずない。かつてのカルミニャーノ DOCの規定では、マッモーロとコロリーノが単独もしくは合わせて5%以下とされていたが、D.O.C.G.昇格以降の規定では言及されなくなり、最大10%までの使用が認められた数多くの「地元産黒ブドウ品種」に入れられている。ロッソ（通常の赤ワイン）の場合、出荷までの熟成期間は約1年半（収穫の翌々年の6月1日解禁）であり、そのうち最低8ヶ月はオークもしくはクリの木樽で熟成させなければならない。リゼルヴァの表記を得るためには、約3年の熟成期間が必要となる（収穫の3年後の9月29日解禁）ほか、オークもしくはクリの木樽で最低12ヶ月熟成させなければならない。

### バルコ・レアーレ・ディ・カルミニャーノ DOC
カルミニャーノ DOCGのワインよりも比較的若飲み向けのワイン用に、バルコ・レアーレ・ディ・カルミニャーノという名称のD.O.C.が1994年に設けられた。「バルコ・レアーレ (barco reale) 」の名は、現在の生産地域のほとんどがかつて壁で囲われたメディチ家の狩猟用保全区域であったことに由来する。barcoは現在のイタリア語のparcoに相当し、barco realeは英語のroyal parkを意味する。
現行の規定で扱われているのはロッソ（通常の赤ワイン）とロザート（ロゼワイン）の2種類である。どちらのワインも、使用するブドウ品種の規定はカルミニャーノ DOCGのものと変わらない。ただし1ヘクタール当たりのぶどうの最大収量や最低アルコール度数などの基準は異なる。また、カルミニャーノ DOCGにおいて必要とされる木樽での熟成過程も、必須にはなっていない。
ロザートは現地において伝統的に「ヴィン・ルスポ (Vin Ruspo) 」の名で知られている。この名称は、メッツァドリア制（トスカーナにおける分益小作制）における慣行に由来する。収穫されたブドウは一度木製の大桶に集められ、翌日ワイナリーに送られていたのだが、できるだけ多くの房を桶に押し込むため、桶の底に一定量のムストができていた。ワイナリーに送られる前に小作人は大桶から1〜2デミジョン分を抜き取ることが慣行となり、権利となっていった。そこからvino rubato（盗まれたワイン）やvino ruspato（野放しになったワイン）がVin Ruspoの語源になったといわれている。

### ヴィン・サント・ディ・カルミニャーノ DOC
1994年にバルコ・レアーレ・ディ・カルミニャーノ DOCが設けられた際、ヴィン・サントは同D.O.C.に含まれていたが、2013年に別個のD.O.C.として独立した。通常のヴィン・サントとロゼタイプのオッキオ・ディ・ペルニーチェの2種類があり、それぞれリゼルヴァも存在する。通常タイプの場合、トレッビアーノおよびマルヴァジーアを単独もしくは混醸で75%以上使用しなければならず、残りの最大25%分には地元産の白ブドウを使用できる。オッキオ・ディ・ペルニーチェの場合、サンジョヴェーゼを主体とし、50%以上使用しなければならない。両タイプとも出荷できるようになるまでに約3年間木樽で熟成させなければならず（収穫の3年後の11月1日解禁）、リゼルヴァの表記を得るためには約4年間の熟成が必要になる（収穫の4年後の11月1日解禁）。

## ブドウ栽培
カルミニャーノの栽培地域は、フィレンツェの北西約16キロメートルの、標高50–200メートルの低い丘陵地にある。この標高はサンジョヴェーゼ栽培においては異例の低さであり、キャンティ・クラッシコよりも酸味とタンニンの強くないワインを生み出す。

## ワイン醸造およびワインの特徴

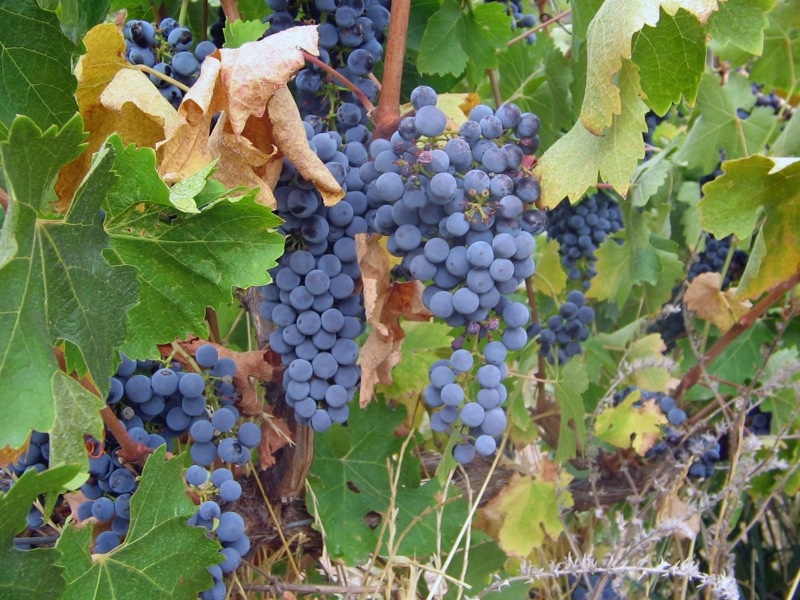
カルミニャーノは、トスカーナで初めてカベルネ・ソーヴィニヨン（写真）をブレンドに使用することを公式に認められたD.O.C.となった。

20世紀後半に、新しいワイン醸造家たちがオーク樽による熟成を試み始めた。概してカルミニャーノのワインはミディアムボディであり、カベルネ・ソーヴィニヨンをブレンドすることによって、果実味にチョコレートのようなニュアンスが加わるだけでなく、長期熟成に耐えうる力も増す。